# Glamour (Bax)
Glamour is een compositie van de Brit Arnold Bax, gedateerd 11 maart 1921.
Bax zette in 1921 een toonzetting onder een eigen tekst, die hij al in 1910 geschreven had onder zijn pseudoniem Dermot O’Byrne (blad Orpheus, oktober 1910). Bax was destijds zijn toenmalige grote liefde achterna gereisd naar Oekraïne. Zij moest niet veel hem hebben en de relatie eindigde spoedig daarna, toen Bax ook zelf inzag dat het op niets zou uitlopen. In maart 1921 schreef hij muziek onder deze tekst, waarbij glamour staat voor betovering. Bij de studie van het werk van Bax door Lewis Foreman en Graham Parlett kwam het werk weer boven tafel, dat ooit onuitgevoerd in de la was verdwenen. In 1983 was het op de radio de beluisteren. Naar aanleiding van het teruggevonden manuscript, waarbij Bax enige aantekeningen omtrent een orkestratie noteerde, schreef eerst Rodney Newton en het jaar daarop Graham Parlett een orkestratie uit. Die laatste is te horen in de opname van Chandos uit 1988.